# Gymnophora trispina
Gymnophora trispina är en tvåvingeart som beskrevs av Brown 1987. Gymnophora trispina ingår i släktet Gymnophora och familjen puckelflugor. Inga underarter finns listade i Catalogue of Life.